# Nicolau I de Constantinopla
Nicolau I de Constantinopla (em grego medieval: Νικόλαος Α΄; romaniz.: Nikolaos I; 852 – 15 de maio de 925), dito Místico (em grego: Mystikos; romaniz.: μυστικός, foi o patriarca de Constantinopla entre março de 901 e fevereiro de 906 e, novamente, entre maio de 912 e a sua morte, em 925

## Biografia
Nicolau nasceu na península itálica e era um amigo do patriarca Fócio. Ele caiu em desgraça após a queda dele em 886 e se retirou para um mosteiro. O imperador bizantino Leão VI, o Sábio (r. 886–912), o retirou de lá e fez dele o seu místico, uma honraria que designava tanto o secretário imperial quanto um oficial de justiça.
Em 1 de março de 901, Nicolau foi apontado patriarca. Porém, ele perdeu a graça do imperador por conta do último casamento de Leão com a sua amante Zoé Carbonopsina. Embora ele tenha relutantemente batizado o filho desta relação, o futuro imperador Constantino VII, Nicolau proibiu o imperador de entrar na igreja e pode ter se envolvido na revolta de Andrônico Ducas. Ele foi deposto do trono patriarcal em 1 de fevereiro de 907 e substituído por Eutímio I Sincelo. Exilado para o seu próprio mosteiro, Nicolau considerou injusta a sua deposição e envolveu o Papa Sérgio III na crise.
Na mesma época da ascensão do irmão de Leão VI, Alexandre ao trono imperial, em maio de 912, Nicolau foi reconduzido ao patriarcado. Uma complicada batalha contra os que apoiavam Eutímio se seguiu, que não terminou até o novo imperador Romano I Lecapeno promulgasse os "Tomos da União" em 920. Neste meio tempo, Alexandre morrera em 913 após provocar uma guerra contra o Império Búlgaro e foi sucedido pelo menor Constantino VII. Nicolau Místico se tornou o membro mais proeminente da regência do jovem imperador e, como tal, ele teve que enfrentar o avanço de Simeão I da Bulgária em direção a Constantinopla. Nicolau negociou uma solução pacífica, coroou Simeão como imperador dos búlgaros numa cerimônia mambembe do lado de fora da capital imperial e acordou o casamento da filha de Simeão com Constantino VII.
Esta concessão, impopular, minou a sua posição e, em março de 914, Zoé Carbonopsina derrubou Nicolau da regência e o substituiu. Ela revogou o acordo feito com Simeão, o que provocou o reinício das hostilidades. Com o seu principal aliado, Leão Focas, o Velho, derrotado decisivamente pelos búlgaros na Batalha de Anquíalo em 917, ela começou a perder poder. Embaraçada por novos fracassos, ela e seus aliados foram suplantados em 919 pelo então general - e futuro imperador - Romano I Lecapeno (r. 920–944), que casou sua filha Helena Lecapena com Constantino VII e finalmente ascendeu ao trono em 920 O patriarca Nicolau era um dos principais aliados do novo imperador e assumiu a liderança das novas negociações com os búlgaros até a sua morte em 925
Além de suas numerosas cartas a vários governantes estrangeiros notáveis (incluindo Simeão), Nicolau Místico escreveu uma homilia sobre o saque de Tessalônica pelos árabes do Califado Abássida em 904 Ele também foi um pensador crítico e que chegou mesmo a questionar a autoridade de citações do Antigo Testamento e a noção de que o comando do imperador era uma lei não-escrita.